# Dokuy (departamento)

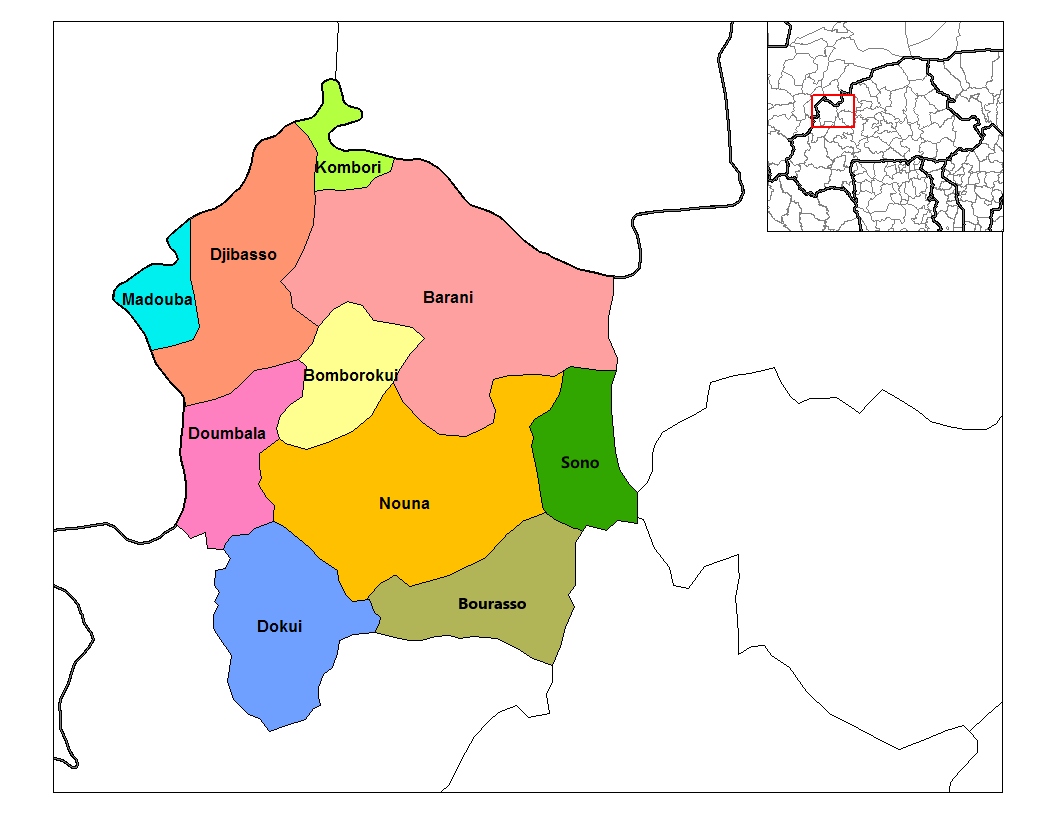
Departamentos de Kossi, incluindo Dokuy

Dokuy é um dos dez departamentos da província de Kossi, no Burkina Faso.

## Cidades e vilas
- Dokuy	(3 160 habitantes) (capital)
- Ayoubakolon	(1 075 habitantes)
- Bonikuy	(787 habitantes)
- Dar-Es-Salam	(635 habitantes)
- Dassi	(787 habitantes)
- Denissa-Marka	(366 habitantes)
- Denissa-Mossi	(336 habitantes)
- Dokoura	(403 habitantes)
- Doubalé	(432 habitantes)
- Gassingo	(1 589 habitantes)
- Goni	(2 402 habitantes)
- Ilabekolon	(1 037 habitantes)
- Kamadena	(1 549 habitantes)
- Kanadougou	(1 156 habitantes)
- Karasso	(1 107 habitantes)
- Kemenso	(653 habitantes)
- Kenekuy	(2 324 habitantes)
- Kolonidara	(949 habitantes)
- Kolonkoura	(890 habitantes)
- Makuy	(536 habitantes)
- Nereko	(1 210 habitantes)
- Sokoura	(573 habitantes)
- Soumakoro	(498 habitantes)
- Soum	(591 habitantes)
- Tomikoroni	(260 habitantes)